# Ufficio federale dell'ambiente

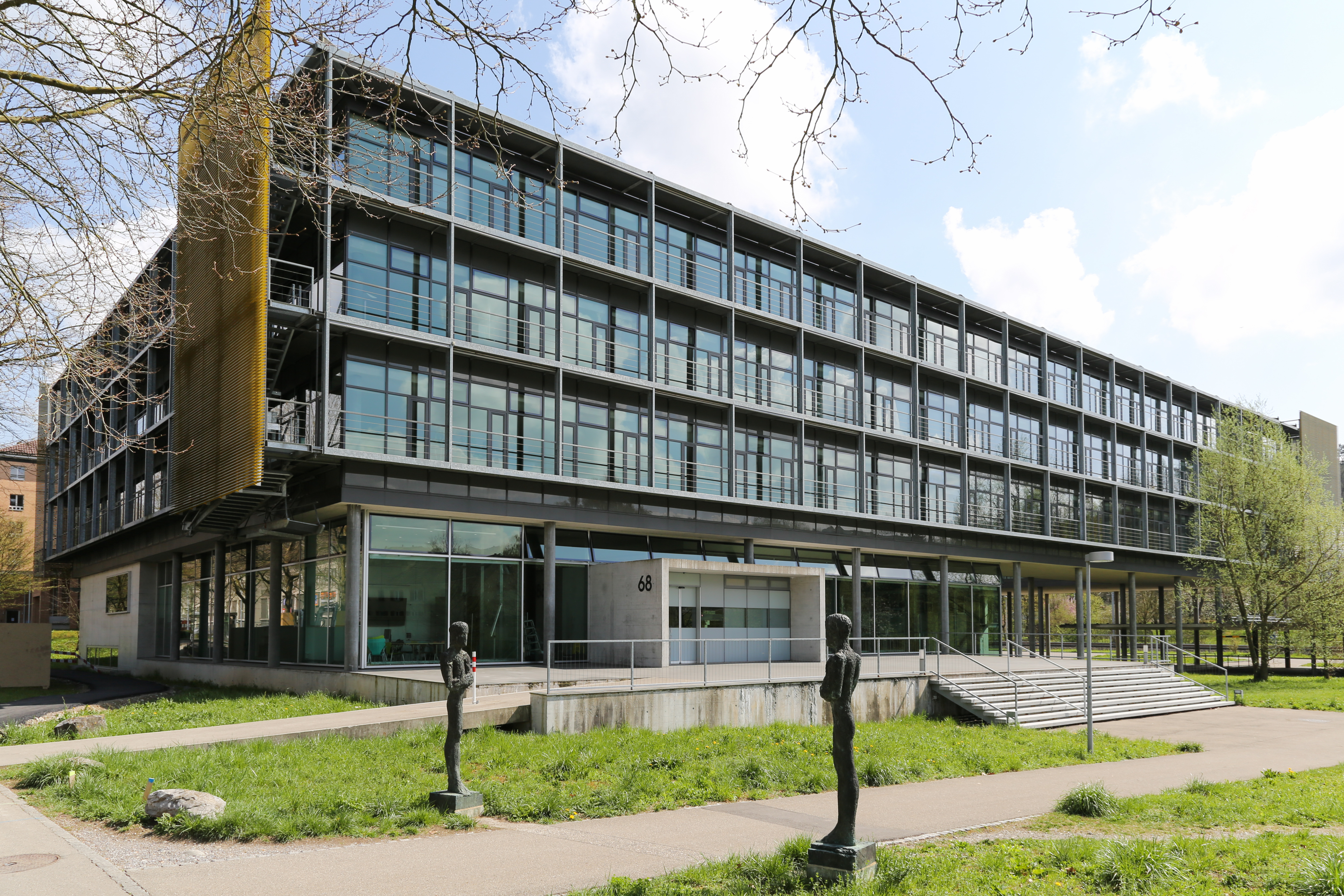
Edificio nella Worblentalstrasse 68, Ittigen

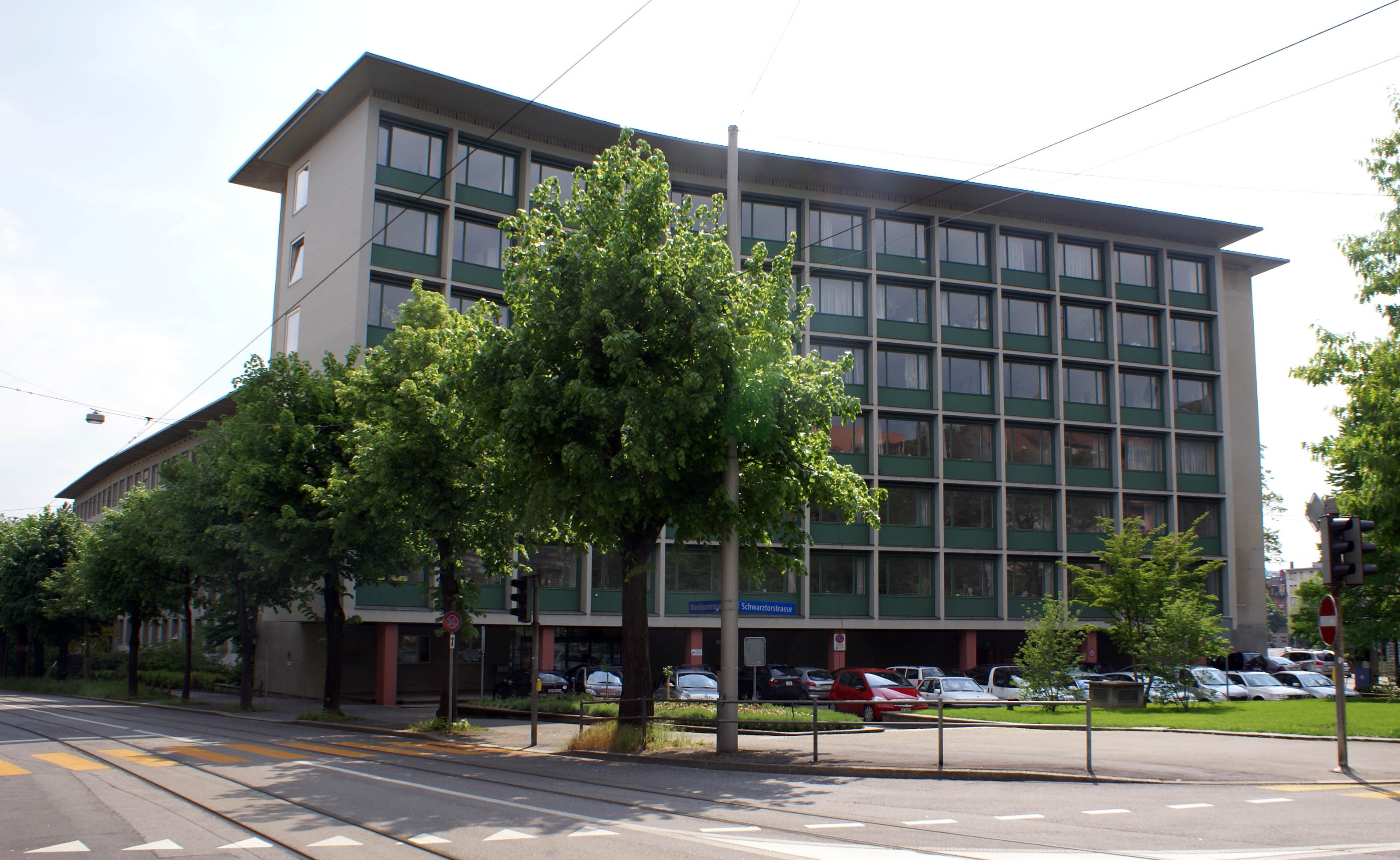
Edificio nella Monbijoustrasse 40, Berna (dal 2022)

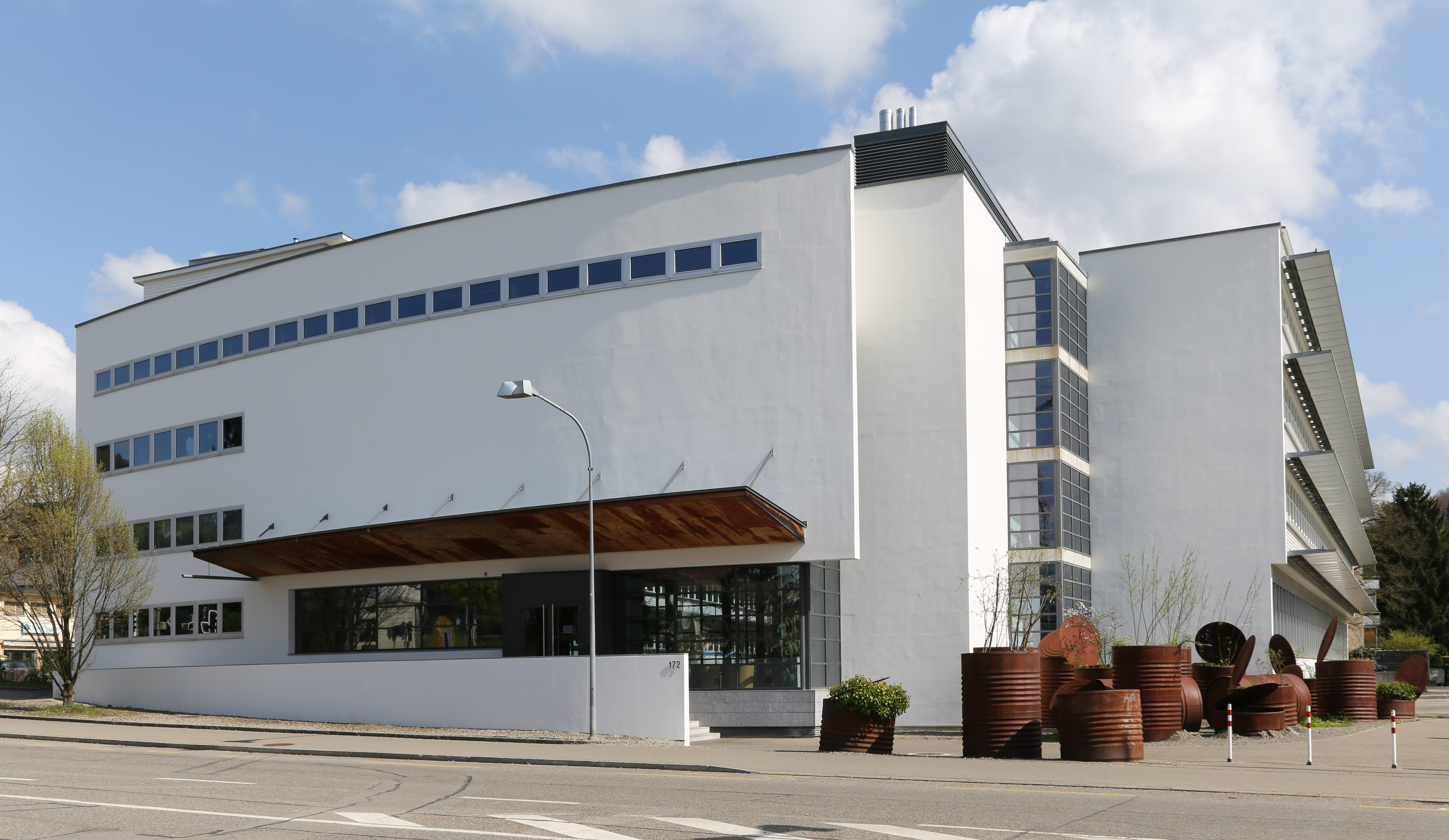
Edificio nella Papiermühlestrasse 172, Ittigen (fino al 2022)

L’Ufficio federale dell'ambiente UFAM (francese Office fédéral de l'environnement OFEV, tedesco Bundesamt für Umwelt BAFU) è un'autorità federale della Confederazione Svizzera. È il servizio competente in materia ambientale della Svizzera, fa capo al Dipartimento federale dell’ambiente, dei trasporti, dell’energia e delle comunicazioni DATEC e ha sede a Ittigen.

## Storia
L’Ufficio federale per la protezione dell'ambiente (UFPA) è stato fondato nel 1971. Nel 1989, a seguito della fusione con l’Ufficio federale delle foreste e della protezione del paesaggio (UFPP) è stato rinominato Ufficio federale dell'ambiente, delle foreste e del paesaggio (UFAFP). Il 1º gennaio 2006 dall'UFAFP e da gran parte dell’Ufficio federale delle acque e della geologia (UFAEG) è nato l'Ufficio federale dell'ambiente (UFAM).

## Compiti
L'UFAM è l'ufficio specializzato in materia ambientale. È competente per quanto riguarda l'utilizzazione sostenibile delle risorse naturali, la protezione delle persone dai pericoli naturali e la tutela dell'ambiente da un inquinamento eccessivo.
Sulla base della strategia dello sviluppo sostenibile elaborata dal Dipartimento federale dell'ambiente, dei trasporti, dell'energia e delle comunicazioni, l'UFAM persegue i seguenti obiettivi:
- la conservazione a lungo termine e l'utilizzazione sostenibile delle risorse naturali (suolo, acqua, foreste, aria, clima, diversità biologica e paesaggistica) e l'eliminazione dei danni ambientali esistenti;
- la protezione delle persone dall'inquinamento eccessivo (rumore, sostanze e organismi nocivi, radiazioni non ionizzanti, rifiuti, siti contaminati e incidenti rilevanti);
- la protezione delle persone e di beni importanti da pericoli idrologici e geologici (piene, terremoti, valanghe, scoscendimenti, erosioni e caduta di pietre).

Per raggiungere gli obiettivi elencati, l'UFAM svolge i seguenti compiti:
- monitorare l'ambiente per avere le basi idonee alla gestione delle risorse naturali;
- preparare le basi decisionali ai fini di una politica integrale e coerente di gestione sostenibile delle risorse naturali e di prevenzione dei pericoli;
- attuare le basi legali, sostenere i propri interlocutori in ambito esecutivo e informare sullo stato dell'ambiente e sulla possibilità di utilizzare e di proteggere le risorse naturali.

## Direttori
- Katrin Schneeber (da settembre 2020)
- Christine Hofmann (direttrice a.i. febbraio - agosto 2020)
- Marc Chardonnens (2016–2020)[3]
- Bruno Oberle (2005–2015)[4]
- Philippe Roch (1992–2005)[5]
- Bruno Böhlen (1985–1992)[6]
- Rodolfo Pedroli (1975–1985)[7]
- Friedrich Baldinger (1971–1975)[8]